# Tour Eria
O Tour Eria é um arranha-céu de escritórios, lojas e outras atividades localizado no distrito comercial de La Défense perto de Paris, França (precisamente em Puteaux). Construído em 2021, ele substitui a Tour Arago destruída em 2017.
Em particular, pretende-se acolher em setembro de 2021 o “Campus Cyber” decidido pelo Presidente da República Emmanuel Macron e atividades de formação em cibersegurança.